# Cataloi
Cataloi – wieś w Rumunii, w okręgu Tulcza, w gminie Frecăței. W 2011 roku liczyła 1096 mieszkańców.